# Trombone Shorty

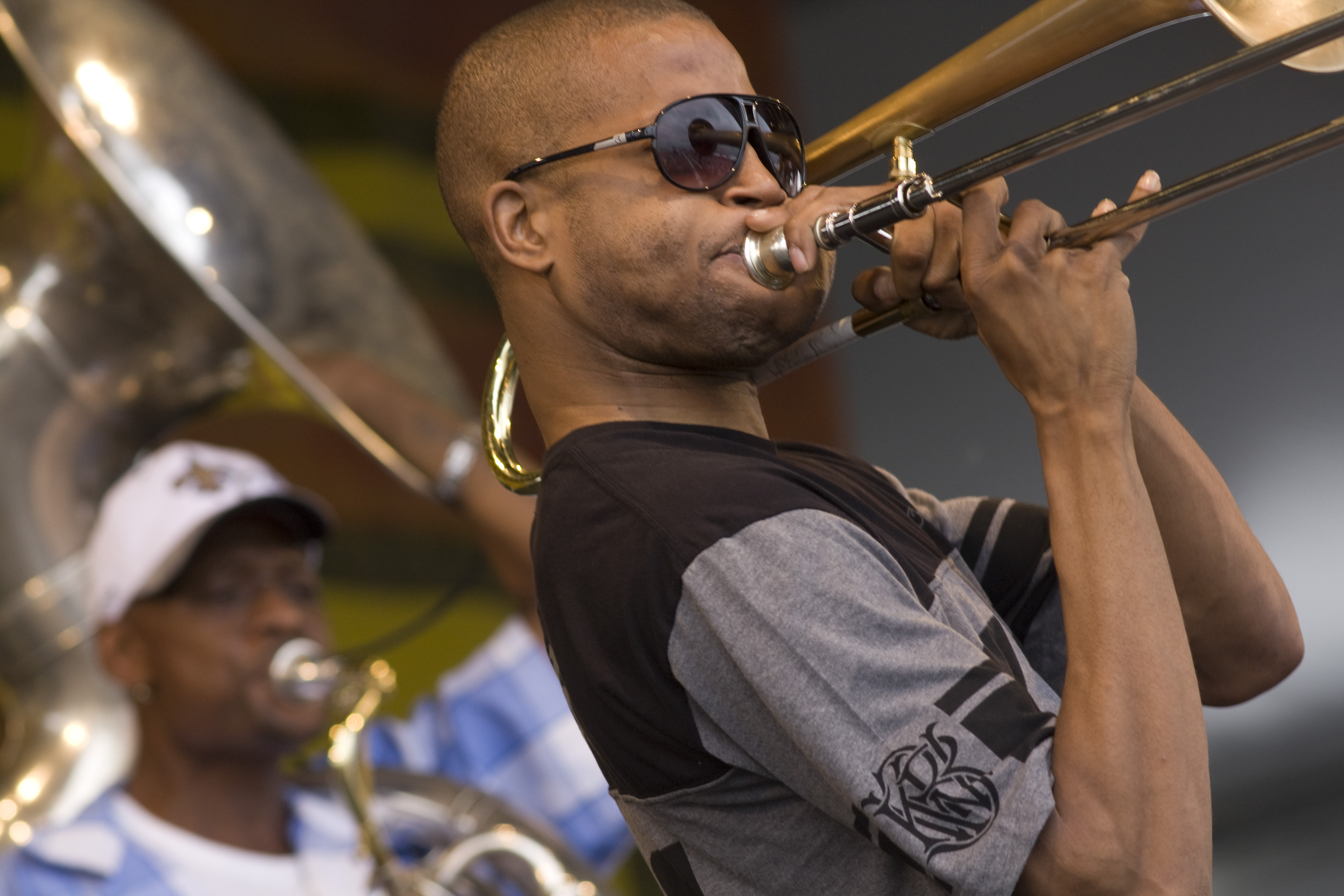
Troy "Trombone Shorty" Andrews (2010)

Trombone Shorty, mit richtigem Namen Troy Andrews (* 2. Januar 1986 in New Orleans, Louisiana), ist ein US-amerikanischer Rhythm-and-Blues- und Jazzmusiker (Posaune, Trompete, Gesang).

## Biografie
Der Großvater von Troy Andrews war ein erfolgreicher Bluesmusiker, sein älterer Bruder James schlug den Weg als Jazztrompeter ein. Troy beherrschte bereits mit fünf Jahren die Posaune und spielte auch Trompete und Trommeln. Von seinem bevorzugten Instrument, der Posaune (englisch Trombone), und der Teilnahme an Umzügen in New Orleans im Kindergartenalter, stammt auch sein Spitzname Trombone Shorty. Er besuchte das renommierte New Orleans Center for the Creative Arts. Sein Vetter Glen David Andrews ist ebenfalls Posaunist.
Bereits mit 16 Jahren veröffentlichte er sein erstes Album mit dem Titel Swingin' Gate, das von den Kritikern gelobt wurde. Weitere Veröffentlichungen folgten, darunter auch mehrere Liveaufnahmen seiner Auftritte beim New Orleans Jazz and Heritage Festival zwischen 2004 und 2008. Er trat ebenfalls auf europäischen Jazz-Festivals auf und machte auch Ausflüge in die Popmusik. Unter anderem begleitete er Lenny Kravitz 2005 auf dessen Welttournee und trat mit U2 und Green Day auf.
2010 folgte sein Durchbruch mit seiner ersten Veröffentlichung bei dem Major-Sublabel Verve Records. Das Album Backatown kam auf Platz 3 der Jazzcharts in den USA und konnte sich sogar in den deutschen Albumcharts platzieren. Auf dem Album, das fast ausschließlich aus Eigenkompositionen besteht, spielt Trombone Shorty nicht nur Posaune, sondern auch zahlreiche weitere Instrumente und ist auch als Sänger zu hören. Backatown wurde bei den Grammy Awards 2011 für eine Auszeichnung in der Kategorie Bestes zeitgenössisches Jazzalbum nominiert.
Im November 2012 gewann Trombone Shorty erstmals die alljährliche Leserumfrage der Zeitschrift Down Beat in der Kategorie "Bester Posaunist". 2016 erhielt er einen Heinz Award.
Zu hören ist er auch auf Lady Blackbirds (allas Marley Munroe) Debütalbum Black Acid Soul (2021).

## Diskografie
- Trombone Shorty’s Swingin’ Gate (2002)
- 12 & Shorty (2004, mit James Andrews)
- The End of the Beginning (2005, Troy Andrews Quintet)
- Trombone Shorty Meets Lionel Ferbos (2005, mit Lionel Ferbos)
- Orleans & Claiborne (2005, mit Orleans Avenue)
- Backatown (2010)
- For True (2011)
- Say That to Say This (2013)[3]
- Parking Lot Symphony (2017)
- Lifted (2022)